# No Thank You (альбом)
| Совокупная оценка   | Совокупная оценка |
| Источник            | Оценка            |
| ------------------- | ----------------- |
| AnyDecentMusic?     | 8.4/10            |
| Metacritic          | 86/100            |
| Оценки критиков     |                   |
| Источник            | Оценка            |
| AllMusic            | [ 4 ]             |
| The Daily Telegraph | [ 5 ]             |
| Evening Standard    | [ 6 ]             |
| Gigwise             | [ 7 ]             |
| The Guardian        | [ 8 ]             |
| i                   | [ 9 ]             |
| NME                 | [ 10 ]            |
| Pitchfork           | 7.7/10            |
| Rolling Stone       | [ 12 ]            |
| The Skinny          | [ 13 ]            |

No Thank You (стилизовано заглавными буквами) — пятый студийный альбом британской певицы, рэперши и актрисы Little Simz (настоящее имя Simbiatu «Simbi» Abisola Abiola Ajikawo), изданный 12 декабря 2022 года лейблами Forever Living Originals и AWAL. Он был выпущен на независимом лейбле Forever Living Originals после того, как о его выходе было объявлено менее чем за неделю до этого. No Thank You — это хип-хоп-альбом, содержащий элементы госпела, афробита, соула, фанка и электронной музыки.
Песни на No Thank You содержат тонкие ритмы с оркестровым сопровождением, в которых Simz рассказывает о своих опытах в музыкальной индустрии, межличностном общении и духовных откровениях. Simz работала с давними коллегами Inflo (продюсер) и Cleo Sol (бэк-вокал) над созданием этого проекта. 16 декабря 2022 года Simz выпустила десятиминутный короткометражный фильм, сопровождающий альбом.
Альбом получил высокую оценку музыкальных критиков, которые похвалили его эмоциональную глубину, плавную продюсерскую работу и лирическое качество Simz. Несмотря на то, что альбом был выпущен в конце года, The Daily Telegraph объявил No Thank You лучшим британским рэп-альбомом 2022 года, а Rolling Stone, BrooklynVegan и другие издания также высоко оценили альбом в своих списках лучших альбомов года.

## История
В 2021 году Little Simz выпустила свой предыдущий студийный альбом Sometimes I Might Be Introvert, который стал её первым альбомом, вошедшим в десятку лучших альбомов Великобритании (на четвёртом месте), и был признан критиками одним из лучших музыкальных релизов 2021 года. Альбом также получил признание в индустрии на протяжении 2022 года, включая номинацию на Brit Award в категории «Британский альбом года», Libera Award в категории «Лучший хип-хоп/рэп-альбом», Mercury Prize и «Лучший альбом» на MOBO Awards.
В 2022 году Simz также столкнулась с неудачами, в том числе с отменой тура по США, сославшись на финансовые ограничения как независимого артиста

## Композиция
No Thank You состоит из десяти песен и длится чуть менее пятидесяти минут. Музыкально это хип-хоп альбом с влиянием госпела, фанка, R&B и электронной музыки. Клео Сол является приглашённой вокалисткой в альбоме, добавляя «душевную энергию» в контраст с «уверенным» рэпом Симз. Песни на No Thank You имеют длинные инструментальные коды, которые подчёркиваются «роскошными» и «изобретательными» аранжировками Инфло, наполненными хором и «набухающими» струнными. Эти музыкальные штрихи сравнивали с работами Дэвида Аксельрода и Чарльза Степни, хотя «никогда не выглядящими как прямое подражание». No Thank You также описывали как «атмосферный» и «меланхоличный».
Сотрудники Hip Hop Golden Age сравнили этот релиз с двумя предыдущими студийными альбомами Simz, отметив, что «нео-соул направление» No Thank You находится где-то между «короткой и энергичной» энергетикой Grey Area и «размашистой и грандиозной» природой Sometimes I Might Be Introvert. Джек Линч из Hypebeat выделил лирические темы, сказав: «[…] мы слышим о борьбе, связанной с уничтожением её эго, о том, как ей приходилось пробиваться в доминируемой мужчинами индустрии рэпа, и о том, как ей было трудно управлять своими любовными отношениями, оставаясь верной своей вере». Журналистка газеты i Кейт Соломон так описала настроение альбома: «Здесь нет жёстких битов, вместо них — мечтательные фанк-риффы и непринуждённые мелодии, которые не торопятся дойти до конца. Есть гнев, но он затмевается уверенностью и чувством праведности».

## Отзывы
Альбом получил положительные отзывы музыкальной критики и интернет-изданий. Он получил 86 из 100 баллов на интернет-агрегаторе Metacritic. Сайт AnyDecentMusic? дал ему 8.4 из 10.
В своей рецензии на альбом для AllMusic Тимоти Монгер сравнил его с предыдущим альбомом и дал ему высокую оценку: «Выпущенный всего через год после её альбома Sometimes I Might Be Introvert, удостоенного премии Mercury Prize, No Thank You — ещё одна целенаправленная работа, которая разворачивается в немного меньших масштабах, но с не менее удовлетворительными результатами». Нил Маккормак из The Daily Telegraph назвал No Thank You лучшим британским рэп-альбомом 2022 года. Обозреватель Financial Times Людовик Хантер-Тилни разделил это мнение, сказав, что альбом «подтверждает место [Литл Симз] на вершине британского рэпа, а также целеустремлённость, которая привела её к этому». Кейт Соломон из i дала альбому пятизвёздочную оценку, назвав его одним из лучших релизов в карьере Симз.
Дэвид Смит из Evening Standard сказал, что Little Simz и Inflo «по-прежнему создают инновации на высочайшем уровне». В рецензии для BrooklynVegan Эндрю Сачер подытожил альбом: «No Thank You имеет великолепное производство, сэмплы и бэк-вокал, но в большинстве случаев Simz не приукрашивает свои послания чем-то вычурным. У неё есть много важных вещей, которые она хочет сказать, и мир выиграет, если найдёт время, чтобы её выслушать». The Skinny написал: «Неподражаемая Little Simz возвращается с её безграничным, обильным ростом», добавив, что она демонстрирует «свою неудержимую силу и талант».
Трек «Broken» был отмечен критиками как один из лучших в альбоме за его эмоциональную искренность, а Hip Hop Golden Age назвал его «одной из лучших песен, которые вы услышите в этом году». NPR назвал «Gorilla» 100-й лучшей песней 2022 года, отметив, как Simz «демонстрирует владение своими энергичными рифмами с такой непринуждённой каденцией, что создаётся впечатление, будто она может исполнять их даже во сне».

### Итоговые списки
| Публикация       | Список                                | Ранг     | Ссылки |
| ---------------- | ------------------------------------- | -------- | ------ |
| BrooklynVegan    | 30 Best Rap Albums of 2022            | 14       | [ 15 ] |
| Complex Networks | Complex UK’s Best Albums of 2022      | 7        | [ 27 ] |
| Dazed            | The Best Hip-Hop Albums of 2022       | 4        | [ 28 ] |
| Evening Standard | The Albums of the Year 2022           | Unranked | [ 29 ] |
| Rolling Stone    | The 25 Best Hip-Hop Albums of 2022    | 14       | [ 14 ] |
| WFUV             | Best of 2022 Staff Picks              | Unranked | [ 30 ] |
| Wonderland       | Wonderland’s Favourite Albums of 2022 | Unranked | [ 31 ] |

## Список композиций
Слова и музыка всех песен — Simbiatu Ajikawo, Cleopatra Nikolic, и Dean Josiah Cover, кроме указанных.
| №                   | Название            | Автор(ы)                           | Длительность |
| ------------------- | ------------------- | ---------------------------------- | ------------ |
| 1.                  | «Angel»             |                                    | 5:52         |
| 2.                  | «Gorilla»           | Dean Josiah Cover Simbiatu Ajikawo | 4:05         |
| 3.                  | «Silhouette»        |                                    | 6:33         |
| 4.                  | «No Merci»          | Cover Ajikawo                      | 5:17         |
| 5.                  | «X»                 |                                    | 6:04         |
| 6.                  | «Heart on Fire»     |                                    | 3:58         |
| 7.                  | «Broken»            | Cover Ajikawo                      | 7:29         |
| 8.                  | «Sideways»          |                                    | 2:10         |
| 9.                  | «Who Even Cares»    |                                    | 4:37         |
| 10.                 | «Control»           |                                    | 3:47         |
| Общая длительность: | Общая длительность: | Общая длительность:                | 49:56        |

## Чарты
| Чарт (2022—2023)                             | Высшая позиция |
| -------------------------------------------- | -------------- |
| Австралия Vinyl Albums (ARIA)                | 7              |
| Бельгия/Фландрия (Ultratop)                  | 51             |
| Германия (Offizielle Top 100)                | 11             |
| Новая Зеландия (RMNZ)                        | 40             |
| Шотландия (Scottish Albums Chart)            | 9              |
| Швейцария (Schweizer Hitparade)              | 41             |
| Великобритания (UK Albums Chart)             | 40             |
| Великобритания (UK Independent Albums Chart) | 4              |
| Великобритания (UK R&B Albums Chart)         | 1              |
| США Top Current Album Sales (Billboard)      | 61             |